# NGC 654
NGC 654 (również OCL 330) – gromada otwarta znajdująca się w gwiazdozbiorze Kasjopei. Odkrył ją William Herschel 3 listopada 1787 roku. Jest położona w odległości ok. 7,9 tys. lat świetlnych od Słońca.